# チャタンヤラクーシャンク
『チャタンヤラクーシャンク』(CYATANYARAKŪSYANKU) は、ミッチェルより1992年12月1日に発売された業務用の対戦型格闘ゲームである。

## 概要
サブタイトルおよび日本国外用タイトルは「THE KARATE TOURNAMENT」。その名のとおり空手の試合をテーマとした作品。
プロデューサーはかつてカプコンで『ストライダー飛竜』の制作に携わった四井浩一、グラフィックデザイナーは転清。
エッジな作風に人気があるが、『ストリートファイターII』流行期の作品であるため、ゲームの独創性を重んじる四井は「完全に市場迎合」と述懐している。
タイトルの「チャタンヤラクーシャンク（北谷屋良公相君）」は実在する空手の型の名であるが、ゲーム内容とは特に関係は無く、言葉の響きで選ばれた。
グラフィックはすべてドット絵で描かれた物であるが、モーションブラー効果を多用した絵柄により、実写取り込みのような雰囲気となっている。

## システム
8方向レバーと2つのボタンでプレイヤーキャラクターを操作する。
- レバーを左右に倒すことでプレイヤーキャラクターは左右に移動する。
- Aボタンを押すと通常技攻撃を出す。技には、レバーの方向(8方向+ニュートラル)に応じた9つの「型」があり、レバーを入れた状態でAボタンを押すとその技が出る。技はそれぞれ上段・中段・下段および近距離・中距離・遠距離の性能を持ち、9つの型はすなわちこの3種類同士のマトリクスである。
- Bボタンを押すとジャンプを行う。ジャンプ中にAボタンを押すと空中技が出る。またレバーを相手方向に入れながらBボタンを押すとステップイン、相手と逆方向に入れながら押すとバク転を行う。(いわゆる前ダッシュ/後ろダッシュに相当する)
- ABボタンを同時に押すと大技攻撃を出す。大技にもレバーの方向に応じた9つの型がある。
- 相手が攻撃を出してきたときに、ボタンを押さずにレバーだけを入力すると防御となる。防御にも上段・中段・下段の性能があり、攻撃の上中下段と一致していないと防御できない。

上段攻撃には下段攻撃、中段には上段、下段には中段が有効という「三すくみ」の関係がある。
他の格闘ゲームのような「必殺技」のシステムはなく、攻撃の上中下段および遠中近の間合いによる、お互いの駆け引きがゲームの中核要素となっている。

## ルール
お互いに6マス分の体力を持った状態で試合がスタートし、相手の体力を0マスにしたほうが勝ちとなる。
通常技を当てると体力を1マス減らすことができる。2発連続ヒットさせると相手がダウンする。大技は2回当てないと体力が1マス減らない代わりに、当たると相手がダウンする。相手をダウンさせると、そのときの状況によって「技あり」か「一本」の判定が行われ、技ありの場合1マス、一本の場合2マス体力が減る。
床に引かれた線の外に出てしまうと「場外」の警告を受け、2回警告を受けると1マス体力を減らされてしまう。

## ゲームモード
1人プレイ
「白帯」「茶帯」「黒帯」の3つの難易度から選んでプレイを始める。プレイヤーは「赤」側となり、16人の対戦相手を倒すとクリア。
2人対戦プレイ
1P側が「赤」、2P側が「白」となり対戦を行う。